# Подроманија
Подроманија је насељено мјесто у општини Соколац, Република Српска, БиХ. Према попису становништва из 1991. у насељу је живјело 379 становника.

## Становништво
Према попису становништва из 1991. године, мјесто је имало 379, а мјесна заједница Подроманија је имала 562 становника.
| Демографија | Демографија | Демографија |
| Година      | Становника  | Становника  |
| ----------- | ----------- | ----------- |
| 1991.       | 379         |             |

| Националност (мјесна заједница) | 1991.     |
| Срби                            | 542 (96%) |
| Муслимани                       | 15 (3%)   |
| Југословени                     | 3 (1%)    |
| Хрвати                          | 1         |
| остали и непознато              | 1         |
| укупно                          | 562       |